# Contabilidade tributária
A Contabilidade possui várias ramificações, ou seja, estudos voltados a áreas específicas. Dentre estas ramificações, temos a contabilidade tributária, cujo objeto principal são os tributos.
Do ponto de vista das empresas, o objetivo deste ramo contábil é aplicar a legislação tributária, de forma menos onerosa às entidades empresarias (VIM, 26 de janeiro de 2008) (ver também elisão fiscal).
Do ponto de vista geral, a contabilidade tributária (ver tributo) é um campo de estudo e de aplicação das Ciências Contábeis que se ocupa da contabilização dos tributos. Isso se dá por meio de lançamentos adequados das operações das empresas, que produzam o fato gerador dos tributos incidentes sobre lucros ou resultados superavitários, que geram obrigações tributárias principais. No Brasil, os referidos tributos são de legislação da União: basicamente, Imposto de Renda e Contribuição Social sobre o Lucro Líquido.
Outros tributos brasileiros exigem escrituração e cálculos diversos, não só da União, mas também dos estados, municípios e Distrito Federal. A rigor, essa especialização não faz parte da Contabilidade Tributária, mas de uma atividade específica conhecida como Escrita ou Escrituração Fiscal, cuja realização depende de conhecimento da legislação de cada tributo (Direito Financeiro), sem envolver conhecimentos mais amplos sobre Teoria Contábil e Economia Empresarial, por exemplo. 
Oliveira et al (2003) conceituam a contabilidade tributária como o ramo da contabilidade responsável pelo gerenciamento dos tributos incidentes nas diversas atividades de uma empresa, ou grupo de empresas, adaptando ao dia-a-dia empresarial as obrigações tributárias, de forma a não expor a entidade às possíveis sanções fiscais e legais. 
Fabretti (2001:27) conceitua a contabilidade tributária como “o ramo da contabilidade que tem por objetivo aplicar na prática conceitos, princípios e normas básicas da contabilidade e da legislação tributária, de forma simultânea e adequada.”
No Brasil, houve uma verdadeira intervenção por parte dos legisladores do imposto de renda na escrituração contábil das empresas e, indiretamente, na própria contabilidade. E que tornou-se sistemática com o advento do Decreto-lei n° 1.598/77, que definiu o que seria lucro real.
Alguns princípios impostos pela legislação nessa área:
- A interpretação da legislação tributária levará em conta os princípios de contabilidade geralmente aceitos (ver princípios contábeis) somente quando não resultarem em redução do imposto de renda devido.

- Os gastos das empresas para serem dedutíveis ou indedutíveis do imposto de renda, devem estar "a priori" registrados como "despesas" ou "custos" na escrituração contábil.